# Ablain-Saint-Nazaire
Ablain-Saint-Nazaire – miejscowość i gmina we Francji, w regionie Hauts-de-France, w departamencie Pas-de-Calais.
Według danych na rok 2011 gminę zamieszkiwało 1 773 osób, a gęstość zaludnienia wynosiła 180 osób/km²  (wśród 1549 gmin regionu Nord-Pas-de-Calais Ablain-Saint-Nazaire plasuje się na 403. miejscu pod względem liczby ludności, natomiast pod względem powierzchni na miejscu 336.).